# Glenelg, sao Hỏa

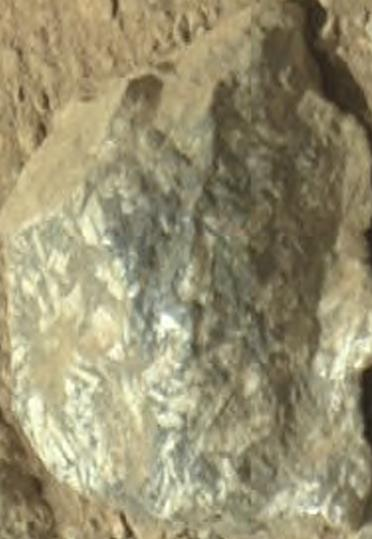
Đá được tìm thấy trên Sol 27

Glenelg, Sao Hỏa (hay Glenelg Intrigue) là một địa điểm trên Sao Hỏa gần địa điểm hạ cánh của Phòng thí nghiệm Khoa học Sao Hỏa (Curiosity rover) ("Bradbury Landing") trong miệng hố va chạm Gale được đánh dấu bởi một giao điểm tự nhiên của ba loại địa hình.

## Tên
Vị trí được các nhà khoa học NASA đặt tên là Glenelg vì hai lý do: tất cả các đặc điểm trong vùng lân cận được đặt tên liên quan đến Yellowknife ở miền bắc Canada và Glenelg là tên của một đặc điểm địa chất ở đó. Hơn nữa, tên của nó viết xuôi ngược đều giống nhau, và như rover Curiosity đang lên kế hoạch đến thăm địa điểm hai lần (một lần tới, và một lần đi) đây là một cấu trúc hấp dẫn. Glenelg ban đầu là một ngôi làng ở Scotland, vào ngày 20 tháng 10 năm 2012 đã có một buổi lễ, bao gồm một liên kết trực tiếp với NASA, để kỷ niệm "kết nghĩa" của họ với Glenelg trên Sao Hỏa.
Chuyến đi đến Glenelg sẽ gửi rover 400 m (1.300 ft) về phía đông-đông nam của địa điểm hạ cánh. Một trong ba loại địa hình giao nhau tại Glenelg là móng được xếp lớp, hấp dẫn như mục tiêu khoan xuống đầu tiên.

## Hình ảnh

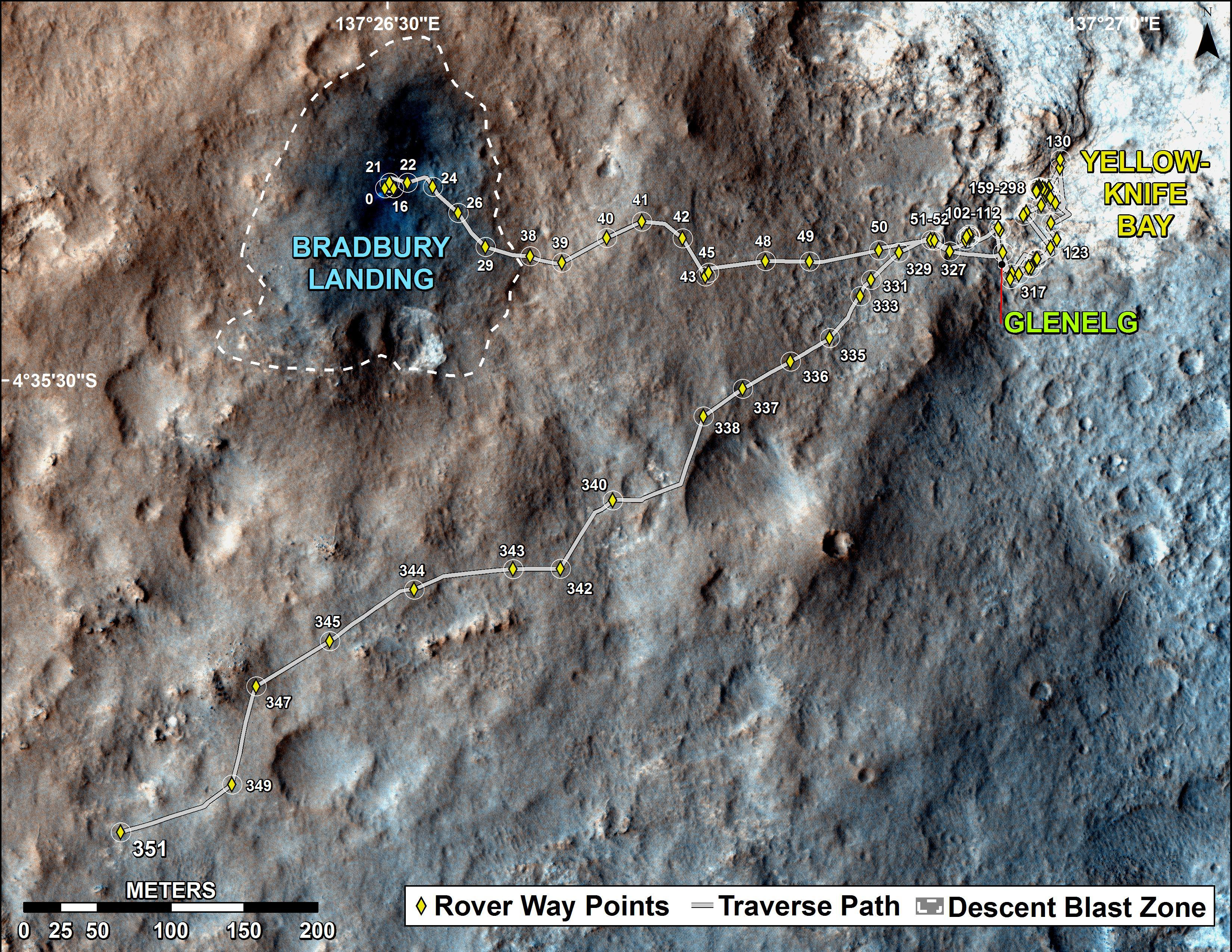
Bản đồ đi qua năm đầu tiên và dặm đầu tiên của Curiosity trên sao Hỏa (ngày 1 tháng 8 năm 2013) (3-D).
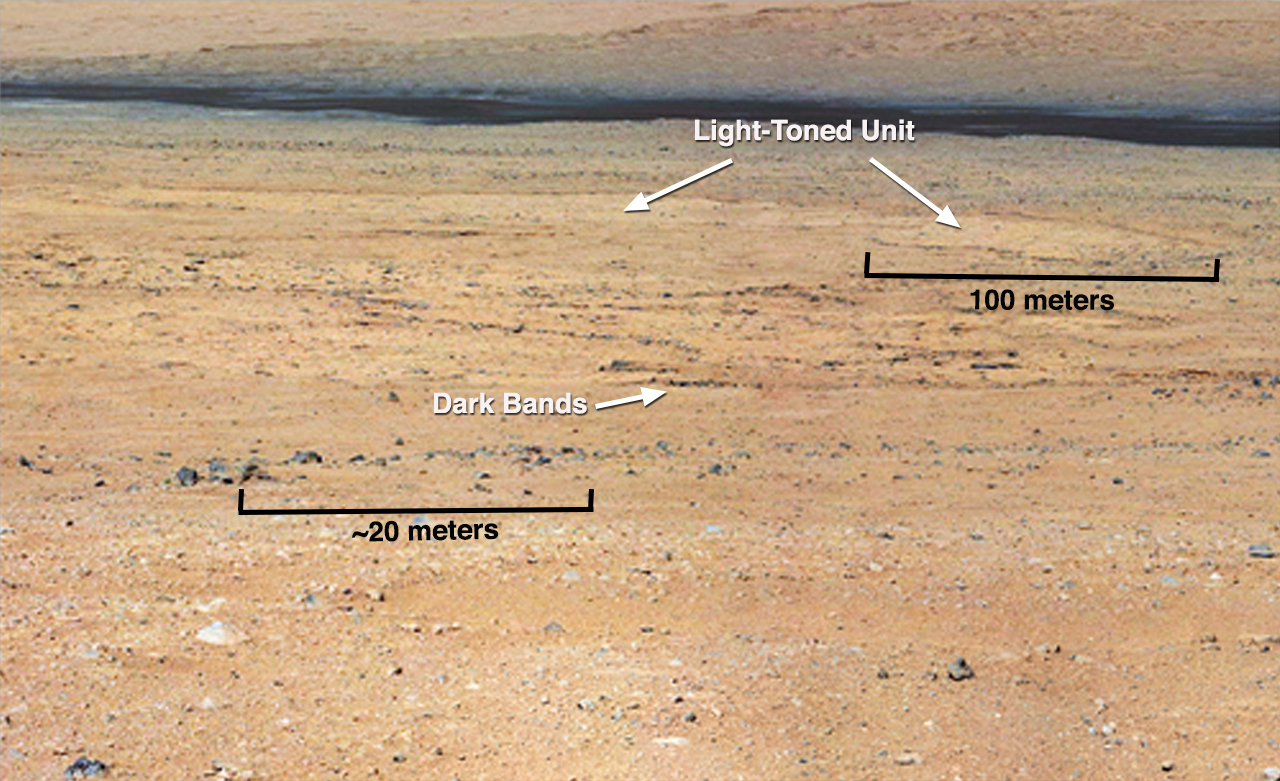
Curiosity tại khu vực Glenelg - nơi ba địa hình hợp nhất (ngày 19 tháng 9 năm 2012).
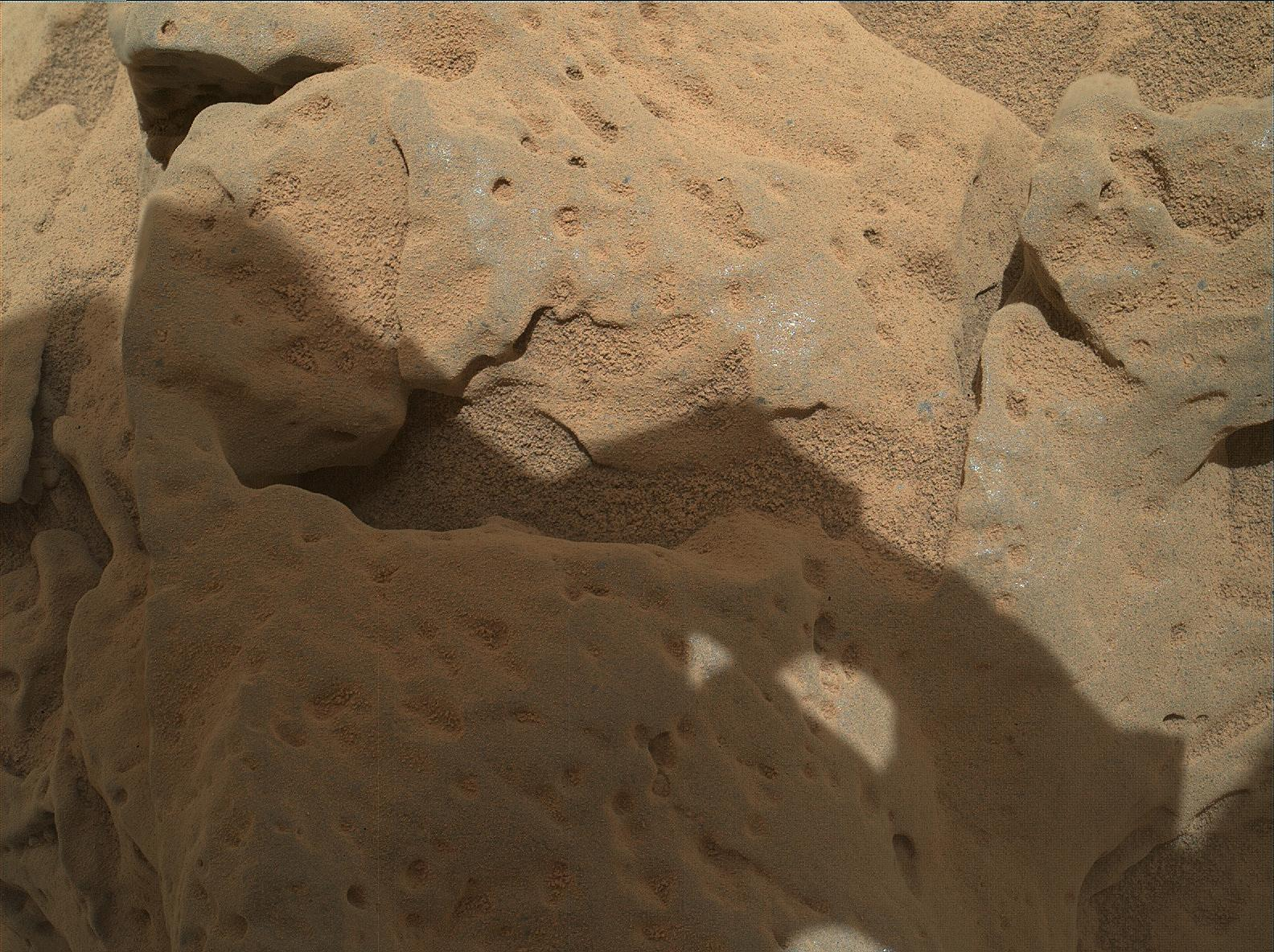
" Burwash " đá trên sao Hỏa - được quan sát bởi camera MAHLI trên rover Curiosity (29 tháng 10 năm 2012).
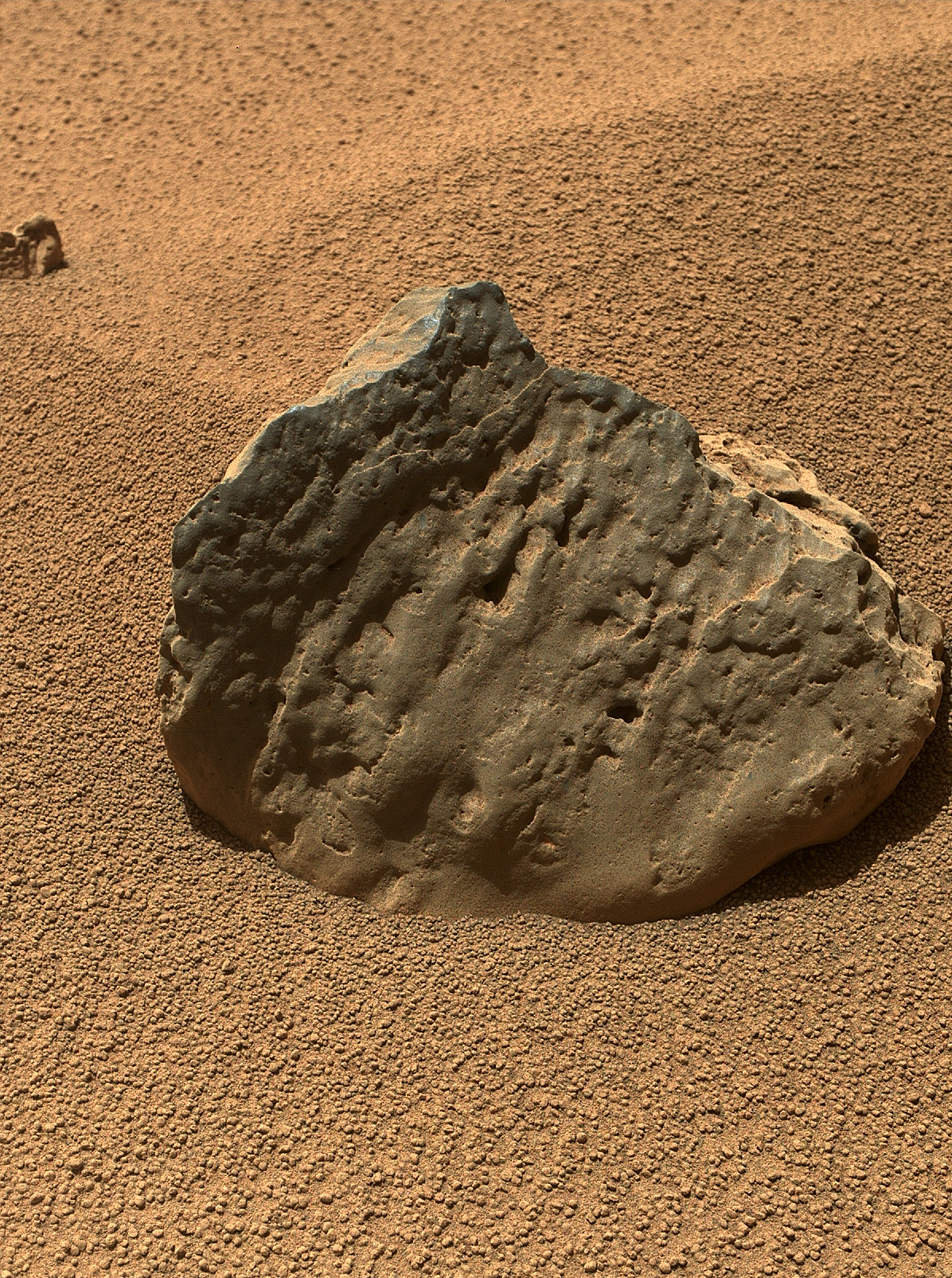
" Et-Then " đá trên Sao Hỏa - như được xem bởi camera MAHLI trên máy bay Curiosity (29 tháng 10 năm 2012).
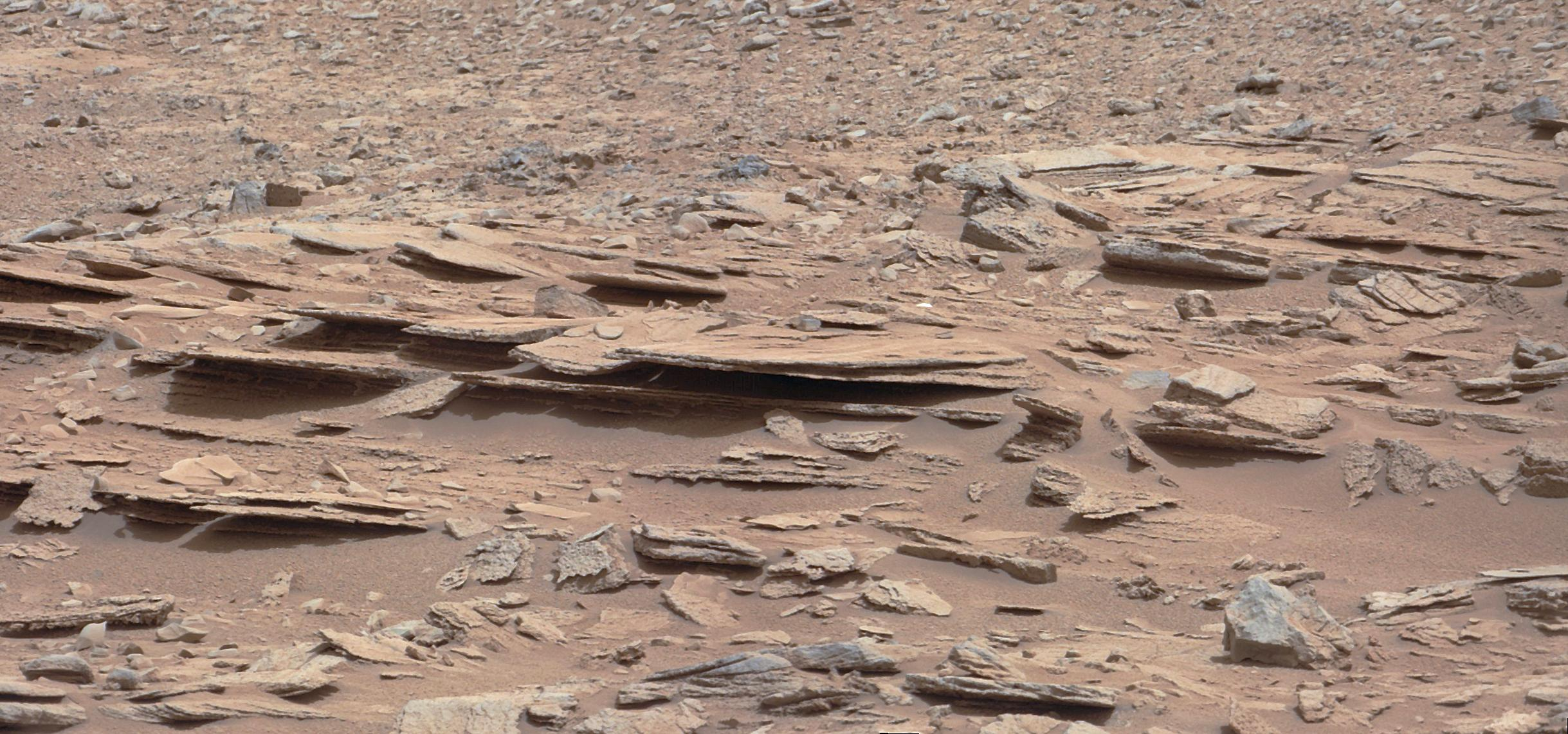
Đá lộ " Shaler " gần Khu vực Glenelg trên Sao Hỏa - được quan sát bởi MastCam trên rover Curiosity (7 tháng 12 năm 2012).